# Ann Therese Ndong-Jatta
Ann Therese Ndong-Jatta (22. Juni 1956 in Bathurst) ist eine gambische Politikerin. Von 1999 bis 2004 war sie Bildungsministerin, ab 2004 arbeitete sie bei der UNESCO.

## Leben
Ann-Therese Ndong-Jatta besuchte die St. Joseph’s High School in Bathurst (heute Banjul) und studierte Geschichte und Pädagogik an der Bayero Universität in Kano (Nigeria) und schloss ihr Studium 1981 ab. 1983 erhielt sie ein Stipendium vom American Alpine Institute, um einen Master-Studiengang in Pädagogische Führung an der Vanderbilt University in Nashville (Tennessee) zu absolvieren. Nach ihrer Rückkehr 1985 wurde sie zur ersten weiblichen Schulleiterin an der St. Peter’s High School ernannt, die sie mit dem vom Commonwealth Secretariat gesponserten Posten des Koordinators des Schulleiterausbildungsprogramms verband. Sie absolvierte zwei Post-Graduate-Programme in den Bereichen Policy Analysis und Leaders in Development an der Harvard University. 1995 wurde sie zur Planungsdirektorin ernannt und war dann die erste leitende Bildungsbeauftragte und Direktorin für die Sekundar- und Tertiärbildung.
Von Januar 1999 bis 2004 war sie Bildungsministerin im Kabinett Yahya Jammeh, sie wurde Nachfolgerin von Satang Jow. Nach ihrer Amtszeit als Ministerin trat sie ab 2004 als Direktorin für Grundbildung in die UNESCO ein. 2008 wurde sie Direktorin des Büros für Bildung in Afrika.
Am 1. Oktober 2016 wurde sie zur Direktorin des Regionalen Büros der UNESCO in Ostafrika in Nairobi (Kenia) ernannt. Die Region umfasst die Länder Kenia, Komoren, Djibouti, Eritrea, Madagaskar, Mauritius, Ruanda, Seychellen, Somalia und Uganda. Zum 30. Juni 2021 verließ sie die UNESCO.
2005 veröffentlichte sie Gedichte in der Anthologie The Repeal and other poems, die von Hassoum Ceesay als die bedeutendste gambische feministische Veröffentlichung seit Augusta Jawaras Rebellion (1968) bezeichnet wurde.

## Werke
- 2005: The Repeal and Other Poems (Anthologie mit Werken von Ndong-Jatta, Juka Jabang und Matilda Johnson), Fulladu Publishers, Fajara.
- 2010: Sustainable development for wealth creation in Africa.